# Gonomyia (Leiponeura) helotos
Gonomyia (Leiponeura) helotos is een tweevleugelige uit de familie steltmuggen (Limoniidae). De soort komt voor in het Neotropisch gebied.